# Пемба Дордже
Пемба Дордже (неп. पेम्दोर्जी शेर्पा), англ. Pemba Dorjie, також Dorje або Dorji) — непальський шерпа, альпініст, що встановив давній світовий рекорд швидкості сходження на найвищу точку планети — Еверест.
23 травня 2003 р. він досяг вершини за 12 год і 46 хв, вийшовши з базового табору біля  льодопаду Кхумбу, і витратив 21 годину на підйом і спуск разом. Пемба Дордже вийшов з Базового Табора о 17-ій годині 22 травня, а менш, ніж через добу сотні людей зустріли його там же біля основи льодовика Кхумбу, щоб побачити його повернення з вершини з двома рекордами. Однак це досягнення було вже через три дні перевершене іншим шерпою Лакпа Гелу, який досяг вершини через 10 год і 46 хв. Це досягнення було офіційно підтверджено Міністерством туризму Непалу.
На наступний рік 21 травня 2004 Пемба Дордже побив цей рекорд більш ніж на дві години, зійшовши на вершину за 8 год і 10 хв. Такому досягненню сприяли обставини, що склалися в ті дні: гарна погода і те, що перед ним здійснювали сходження близько 90 альпіністів, які талували йому дорогу в снігу. Незважаючи на те, що його конкурент поставив під сумнів час досягнення вершини, Міністерство туризму Непалу після проведення розслідування всіх обставин визнало це досягнення як світовий рекорд швидкісного сходження на Еверест.

## Виноски
1. 1 2 3  Sherpa sets record Everest time
2. ↑  Sherpa breaks Everest record. Архів оригіналу за 19 травня 2011. Процитовано 22 жовтня 2014.
3. ↑   [Архівовано 2014-10-28 у Wayback Machine.]Громадянин Непалу Пемба Дордже встановив новий рекорд швидкісного сходження на Еверест
4. ↑  Sherpas Squabble Over Everest Record…. Архів оригіналу за 29 жовтня 2013. Процитовано 22 жовтня 2014.
5. ↑  
Эверест-2003 – Юбилейная экспедиция из Санкт-Петербурга (рос.). Архів оригіналу за 20 вересня 2012. Процитовано 2012-05-3. {{cite web}}: Cite має пустий невідомий параметр: |description= (довідка)